# Tischtennis-Europameisterschaft 2021

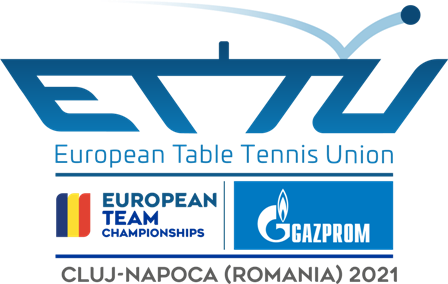
Logo der Tischtennis-Europameisterschaft 2021

Die 40. Tischtennis-Europameisterschaft fand vom 28. September bis zum 3. Oktober 2021 in der BT Arena im rumänischen Cluj-Napoca statt. Ausgetragen wurden die Team-Wettbewerbe.
Im selben Jahr hatte bereits die Individual-EM stattgefunden, die wegen der COVID-19-Pandemie von 2020 auf 2021 verschoben worden war.
Beide Titel gewann Deutschland. Obwohl bei den Herren die Spitzenspieler Timo Boll und Dimitrij Ovtcharov fehlten, erreichte das Team das Endspiel, das gegen Russland mit 3:1 gewonnen wurde. Auch bei den Damen fehlten die Spitzenspielerinnen Han Ying und Shan Xiaona, welche auf einen Start verzichteten, sowie die erkrankte Petrissa Solja. Dennoch gewannen sie Gold durch einen 3:1-Endspielsieg über Rumänien. Durch diese beiden Erfolge wurde der DTTB der erste Verband, der in einem Kalenderjahr sechs EM-Titel holen konnte. Den Rekord hielt zuvor Ungarn mit fünf Titeln bei der EM 1960.
Erstmals nominiert waren Kay Stumper und Annett Kaufmann, wobei Stumper keinen Einsatz erhielt, Kaufmann aber durch einen Sieg gegen die Slowakei aufhorchen ließ.

## Modus
Insgesamt nahmen 26 (Männer) bzw. 24 (Frauen) Mannschaften teil, wobei der amtierende Europameister und der Gastgeber automatisch qualifiziert waren. Sie wurden auf 8 Gruppen à 3 bzw. 4 Mannschaften aufgeteilt und spielten dort im Modus jeder gegen jeden. Die Gruppensieger rückten ins Viertelfinale vor, wo es im K.-o.-System weiterging.
Alle Spiele wurden im Best-of-5-Modus ausgetragen und bestanden somit aus 3 bis 5 Einzeln, die, wiederum im Best-of-5-Modus ausgetragen, aus 3 bis 5 Sätzen bestanden.

## Männer

### Abschlussplatzierungen
| Platz                                | Mannschaft                                                                     | Spieler (Weltranglistenposition)                                                                                       |
| ------------------------------------ | ------------------------------------------------------------------------------ | --- |
|                                      | Deutschland (1)                                                                | Patrick Franziska (14), Ruwen Filus (36), Benedikt Duda (42), Dang Qiu (52), Kay Stumper (668)                         |
|                                      | Russland (9)                                                                   | Kirill Skatschkow (53), Wladimir Sidorenko (181), Lew Kazman (281), Maxim Grebnew (540), Alexander Schibajew (86)      |
|                                      | Dänemark (9)                                                                   | Jonathan Groth (31), Anders Lind (82), Tobias Rasmussen (208), Thor Christensen (666), Mikkel Hindersson               |
| Schweden (3)                         | Mattias Falck (9), Jon Persson (43), Anton Källberg (51), Truls Möregårdh (77) | |
| 5                                    | England (5)                                                                    | Liam Pitchford (15), Paul Drinkhall (57), Samuel Walker (97), Tom Jarvis (172)                                         |
| 5                                    | Österreich (5)                                                                 | Robert Gardos (26), Daniel Habesohn (44), Andreas Levenko (138), Alexander Chen (250), David Serdaroglu (253)          |
| 5                                    | Rumänien (9)                                                                   | Ovidiu Ionescu (55), Hunor Szőcs (128), Rareș Șipoș (153), Darius Movileanu (702), Eduard Ionescu (886)                |
| 5                                    | Tschechien (17)                                                                | Lubomír Jančařík (83), Tomáš Polanský (141), Jiří Martinko (325), Tomáš Martinko (993)                                 |
| 9                                    | Belgien (17)                                                                   | Cedric Nuytinck (70), Florent Lambiet (104), Robin Devos (120), Martin Allegro (122), Florian Cnudde (202)             |
| 9                                    | Frankreich (3)                                                                 | Emmanuel Lebesson (38), Can Akkuzu (81), Alexandre Cassin (145)                                                        |
| 9                                    | Kroatien (9)                                                                   | Tomislav Pucar (34), Andrej Gaćina (48), Frane Kojić (96), Filip Željko (273), Ivor Ban (670)                          |
| 9                                    | Polen (5)                                                                      | Jakub Dyjas (67), Marek Badowski (84), Samuel Kulczycki (362), Maciej Kubik (491)                                      |
| 9                                    | Portugal (2)                                                                   | Marcos Freitas (23), Tiago Apolónia (60), João Monteiro (79), João Geraldo (95), Diogo Carvalho (185)                  |
| 9                                    | Slowakei (17)                                                                  | Wang Yang (35), Ľubomír Pištej (68), Jakub Zelinka (636), Adam Klajber (1429)                                          |
| 9                                    | Slowenien (5)                                                                  | Darko Jorgić (25), Peter Hribar (300), Tilen Cvetko (459)                                                              |
| 9                                    | Ukraine (17)                                                                   | Jewhen Pryschtschepa (105), Jaroslaw Schmudenko (139), Anton Limonow (422), Wiktor Jefimow (369)                       |
| 17                                   | Finnland (–)                                                                   | Benedek Oláh (85), Alex Naumi (266), Samuli Soine (704), Sam Khosravi (1125)                                           |
| 17                                   | Griechenland (9)                                                               | Ioannis Sgouropoulos (151), Giorgos Konstantinopoulos (447), Konstantinos Konstantinopoulos (469), Nikolaos Antoniadis |
| 17                                   | Italien (–)                                                                    | Niagol Stoyanov (101), Mihao Bobocica (124), Leonardo Mutti (163), Marco Rech Daldosso (656)                           |
| 17                                   | Niederlande (17)                                                               | Gabrielius Camara (1542), Milo de Boer, Kas van Oost, Barry Berben                                                     |
| 17                                   | Serbien (9)                                                                    | Zsolt Pető (154), Marko Jevtović (220), Dimitrije Levajac (375)                                                        |
| 17                                   | Spanien (9)                                                                    | Álvaro Robles (63), Jesus Cantero (191), Carlos Caballero (248), Franco Carlos (272)                                   |
| 17                                   | Türkei (17)                                                                    | İbrahim Gündüz (169), Abdullah Yiğenler (205), Batuhan Ulucak (1083), Tugay Yılmaz (1514)                              |
| 17                                   | Belarus (9)                                                                    | Pawel Platonau (131), Aljaksandr Chanin (152), Vladislav Rukletsov (348), Hleb Schamruk (465)                          |
| 25                                   | Luxemburg (17)                                                                 | Eric Glod (209), Luka Mladenovic (213), Traian Ciociu (1058), Eric Thillen (1632), Gilles Michely (409)                |
| 25                                   | Ungarn (17)                                                                    | Bence Majoros (61), Ádám Szudi (115), Nándor Ecseki (134), Patrik Juhasz (585)                                         |
| in Klammern die Platzierung von 2019 | in Klammern die Platzierung von 2019                                           | mit Einsatz / ohne Einsatz                                                                                             |

### Gruppenphase

#### Gruppe A
|             | Ergebnis |         |
| ----------- | -------- | ------- |
| Belarus     | 2:3      | Ukraine |
| Deutschland | 3:0      | Ukraine |
| Deutschland | 3:0      | Belarus |

| Rang | Land        | Spiele | Sätze | Punkte |
| ---- | ----------- | ------ | ----- | ------ |
| 1    | Deutschland | 6:0    | 18:1  | 4      |
| 2    | Ukraine     | 3:5    | 12:19 | 3      |
| 3    | Belarus     | 2:6    | 11:21 | 2      |

|  | Viertelfinale |

#### Gruppe B
|          | Ergebnis |              |
| -------- | -------- | ------------ |
| Belgien  | 3:2      | Griechenland |
| Schweden | 3:0      | Griechenland |
| Schweden | 3:0      | Belgien      |

| Rang | Land         | Spiele | Sätze | Punkte |
| ---- | ------------ | ------ | ----- | ------ |
| 1    | Schweden     | 6:0    | 18:2  | 4      |
| 2    | Belgien      | 3:5    | 13:18 | 3      |
| 3    | Griechenland | 2:6    | 9:20  | 2      |

|  | Viertelfinale |

#### Gruppe C
|          | Ergebnis |          |
| -------- | -------- | -------- |
| Slowakei | 3:1      | Serbien  |
| England  | 3:2      | Serbien  |
| England  | 3:0      | Slowakei |

| Rang | Land     | Spiele | Sätze | Punkte |
| ---- | -------- | ------ | ----- | ------ |
| 1    | England  | 6:2    | 20:13 | 4      |
| 2    | Slowakei | 3:4    | 14:14 | 3      |
| 3    | Serbien  | 3:6    | 14:21 | 2      |

|  | Viertelfinale |

#### Gruppe D
|            | Ergebnis |         |
| ---------- | -------- | ------- |
| Polen      | 3:1      | Spanien |
| Österreich | 3:2      | Spanien |
| Österreich | 3:1      | Polen   |

| Rang | Land       | Spiele | Sätze | Punkte |
| ---- | ---------- | ------ | ----- | ------ |
| 1    | Österreich | 6:3    | 21:16 | 4      |
| 2    | Polen      | 4:4    | 17:18 | 3      |
| 3    | Spanien    | 3:6    | 15:19 | 2      |

|  | Viertelfinale |

#### Gruppe E
|          | Ergebnis |          |
| -------- | -------- | -------- |
| Dänemark | 3:0      | Türkei   |
| Portugal | 3:0      | Türkei   |
| Portugal | 0:3      | Dänemark |

| Rang | Land     | Spiele | Sätze | Punkte |
| ---- | -------- | ------ | ----- | ------ |
| 1    | Dänemark | 6:0    | 18:9  | 4      |
| 2    | Portugal | 3:3    | 15:12 | 3      |
| 3    | Türkei   | 0:6    | 6:18  | 2      |

|  | Viertelfinale |

#### Gruppe F
|            | Ergebnis |             |
| ---------- | -------- | ----------- |
| Russland   | 3:0      | Niederlande |
| Frankreich | 3:0      | Niederlande |
| Frankreich | 0:3      | Russland    |

| Rang | Land        | Spiele | Sätze | Punkte |
| ---- | ----------- | ------ | ----- | ------ |
| 1    | Russland    | 6:0    | 18:5  | 4      |
| 2    | Frankreich  | 3:3    | 13:9  | 3      |
| 3    | Niederlande | 0:6    | 1:18  | 2      |

|  | Viertelfinale |

#### Gruppe G
|            | Ergebnis |            |
| ---------- | -------- | ---------- |
| Kroatien   | 3:0      | Ungarn     |
| Tschechien | 3:0      | Italien    |
| Tschechien | 3:1      | Ungarn     |
| Kroatien   | 3:2      | Italien    |
| Kroatien   | 2:3      | Tschechien |
| Italien    | 3:1      | Ungarn     |

| Rang | Land       | Spiele | Sätze | Punkte |
| ---- | ---------- | ------ | ----- | ------ |
| 1    | Tschechien | 9:3    | 30:22 | 6      |
| 2    | Kroatien   | 8:5    | 29:20 | 5      |
| 3    | Italien    | 5:7    | 22:27 | 4      |
| 4    | Ungarn     | 2:9    | 16:28 | 3      |

|  | Viertelfinale |

#### Gruppe H
|           | Ergebnis |           |
| --------- | -------- | --------- |
| Rumänien  | 3:1      | Luxemburg |
| Slowenien | 3:1      | Finnland  |
| Rumänien  | 3:1      | Finnland  |
| Slowenien | 3:1      | Luxemburg |
| Slowenien | 2:3      | Rumänien  |
| Luxemburg | 1:3      | Finnland  |

| Rang | Land      | Spiele | Sätze | Punkte |
| ---- | --------- | ------ | ----- | ------ |
| 1    | Rumänien  | 9:4    | 32:18 | 6      |
| 2    | Slowenien | 8:5    | 27:21 | 5      |
| 3    | Finnland  | 5:7    | 23:26 | 4      |
| 4    | Luxemburg | 3:9    | 16:33 | 3      |

|  | Viertelfinale |

### Hauptrunde
|  | Viertelfinale (1.10.) | Viertelfinale (1.10.) | Viertelfinale (1.10.) | Viertelfinale (1.10.) | Viertelfinale (1.10.) | Viertelfinale (1.10.) | Viertelfinale (1.10.) |             |             | Halbfinale (2.10.) | Halbfinale (2.10.) | Halbfinale (2.10.) | Halbfinale (2.10.) | Halbfinale (2.10.) | Halbfinale (2.10.) | Halbfinale (2.10.) |  |  | Finale (3.10.) | Finale (3.10.) | Finale (3.10.) | Finale (3.10.) | Finale (3.10.) | Finale (3.10.) | Finale (3.10.) |
|  |                       |                       |                       |                       |                       |                       |                       |             |             |                    |                    |                    |                    |                    |                    |                    |  |  |                |                |                |                |                |                |                |
|  | 1                     | Deutschland           | 3                     | 2                     | 3                     | 3                     |                       |             |             |                    |                    |                    |                    |                    |                    |                    |  |  |                |                |                |                |                |                |                |
|  | 10                    | Tschechien            | 1                     | 3                     | 1                     | 1                     |                       |             |             |                    |                    |                    |                    |                    |                    |                    |  |  |                |                |                |                |                |                |                |
|  | 10                    | Tschechien            | 1                     | 3                     | 1                     | 1                     | 1                     | Deutschland | 3           | 3                  | 3                  |                    |                    |                    |                    |                    |  |  |                |                |                |                |                |                |                |
|  |                       |                       |                       |                       |                       |                       |                       | Deutschland | 3           | 3                  | 3                  |                    |                    |                    |                    |                    |  |  |                |                |                |                |                |                |                |
|  |                       | 12                    | Dänemark              | 0                     | 0                     | 1                     |                       |             |             |                    |                    |                    |                    |                    |                    |                    |  |  |                |                |                |                |                |                |                |
|  | 12                    | 12                    | Dänemark              | 0                     | 0                     | 1                     | Dänemark              | 2           | 3           | 3                  | 0                  | 3                  |                    |                    |                    |                    |  |  |                |                |                |                |                |                |                |
|  | 12                    |                       |                       |                       |                       |                       |                       |             | 3           | 3                  | 0                  | 3                  |                    |                    |                    |                    |  |  |                |                |                |                |                |                |                |
|  | 3                     | England               | 3                     | 2                     | 2                     | 3                     | 2                     |             |             |                    |                    |                    |                    |                    |                    |                    |  |  |                |                |                |                |                |                |                |
|  |                       |                       |                       |                       |                       |                       |                       | 1           | Deutschland | 2                  | 3                  | 3                  | 3                  |                    |                    |                    |  |  |                |                |                |                |                |                |                |
|  |                       | 11                    | Russland              | 3                     | 2                     | 1                     | 2                     |             |             |                    |                    |                    |                    |                    |                    |                    |  |  |                |                |                |                |                |                |                |
|  | 4                     | Österreich            | 3                     | 3                     | 1                     | 2                     | 2                     |             |             |                    |                    |                    |                    |                    |                    |                    |  |  |                |                |                |                |                |                |                |
|  | 11                    | Russland              | 1                     | 0                     | 3                     | 3                     | 3                     |             |             |                    |                    |                    |                    |                    |                    |                    |  |  |                |                |                |                |                |                |                |
|  | 11                    | Russland              | 1                     | 0                     | 3                     | 3                     | 3                     | 11          | Russland    | 3                  | 3                  | 3                  |                    |                    |                    |                    |  |  |                |                |                |                |                |                |                |
|  |                       |                       |                       |                       |                       |                       |                       | 11          | Russland    | 3                  | 3                  | 3                  |                    |                    |                    |                    |  |  |                |                |                |                |                |                |                |
|  |                       | 2                     | Schweden              | 2                     | 0                     | 2                     |                       |             |             |                    |                    |                    |                    |                    |                    |                    |  |  |                |                |                |                |                |                |                |
|  | 9                     | 2                     | Schweden              | 2                     | 0                     | 2                     | Rumänien              | 1           | 3           | 1                  | 0                  |                    |                    |                    |                    |                    |  |  |                |                |                |                |                |                |                |
|  | 9                     |                       |                       |                       |                       |                       |                       |             | 3           | 1                  | 0                  |                    |                    |                    |                    |                    |  |  |                |                |                |                |                |                |                |
|  | 2                     | Schweden              | 3                     | 2                     | 3                     | 3                     |                       |             |             |                    |                    |                    |                    |                    |                    |                    |  |  |                |                |                |                |                |                |                |

## Frauen

### Abschlussplatzierungen
| Platz                                | Mannschaft                                                     | Spielerinnen (Weltranglistenposition)                                                                            |
| ------------------------------------ | -------------------------------------------------------------- | --- |
|                                      | Deutschland (5)                                                | Nina Mittelham (31), Sabine Winter (116), Chantal Mantz (198), Annett Kaufmann (1037)                            |
|                                      | Rumänien (1)                                                   | Bernadette Szőcs (24), Elizabeta Samara (29), Daniela Dodean (108), Adina Diaconu (166), Andreea Dragoman (255)  |
|                                      | Frankreich (5)                                                 | Yuan Jia Nan (90), Audrey Zarif (133), Pauline Chasselin (162), Prithika Pavade (381)                            |
| Portugal (2)                         | Fu Yu (47), Shao Jieni (62), Rita Fins (729), Inês Matos (764) | |
| 5                                    | Luxemburg (9)                                                  | Ni Xialian (44), Sarah De Nutte (75), Tessy Gonderinger (702), Ariel Barbosa (1180)                              |
| 5                                    | Österreich (9)                                                 | Sofia Polcanova (16), Liu Jia (92), Karoline Mischek (150), Amelie Solja (81)                                    |
| 5                                    | Polen (3)                                                      | Natalia Bajor (91), Anna Węgrzyn (253), Katarzyna Węgrzyn (294), Agata Zakrzewska (390)                          |
| 5                                    | Ukraine (5)                                                    | Marharyta Pessozka (35), Hanna Haponowa (65), Solomija Bratejko (191), Weronika Hud (680)                        |
| 9                                    | Italien (9)                                                    | Debora Vivarelli (71), Giorgia Piccolin (114), Jamila Laurenti (188), Gaia Monfardini (954)                      |
| 9                                    | Niederlande (5)                                                | Sanne de Hoop, Emine Ernst, Men Shuohan, Chana van der Venne                                                     |
| 9                                    | Russland (9)                                                   | Polina Michailowa (45), Jana Noskowa (59), Marija Tailakowa (96), Olga Worobjowa (109), Elisabet Abraamjan (276) |
| 9                                    | Schweden (9)                                                   | Linda Bergström (77), Christina Källberg (182), Jennifer Jonsson (306), Filippa Bergand (175)                    |
| 9                                    | Slowakei (17)                                                  | Barbora Balážová (54), Tatiana Kukuľková (139), Ema Labošová (348), Nikoleta Puchovanová (251)                   |
| 9                                    | Tschechien (9)                                                 | Hana Matelová (48), Kateřina Tomanovská (236), Zdena Blašková (513), Linda Záděrová (782)                        |
| 9                                    | Ungarn (3)                                                     | Georgina Póta (52), Dóra Madarász (63), Mercedes Nagyváradi (287), Leila Imre (614)                              |
| 9                                    | Belarus (17)                                                   | Daria Trigolos (103), Kazjaryna Barawok (270), Darja Kissel (520), Wera Wolkawa (849)                            |
| 17                                   | Belgien (9)                                                    | Nathalie Marchetti (140), Margo Degraef (155), Sara Devos (1187), Julie van Hauwaert                             |
| 17                                   | England (–)                                                    | Tin-Tin Ho (94), Maria Tsaptsinos (199), Denise Payet (357), Charlotte Bardsley (993), Kelly Sibley (1011)       |
| 17                                   | Griechenland (17)                                              | Aikaterini Toliou (144), Konstantina Paridi (266), Elisavet Terpou (427), Dimitra Tsekoura (1181)                |
| 17                                   | Kroatien (17)                                                  | Mateja Jeger (122), Ivana Malobabić (181), Petra Petek (347), Hana Arapović (698)                                |
| 17                                   | Serbien (17)                                                   | Izabela Lupulesku (100), Sabina Šurjan (134), Tijana Jokić (216), Aneta Maksuti (284)                            |
| 17                                   | Slowenien (17)                                                 | Ana Tofant (245), Katarina Stražar (304), Lara Opeka (646), Lea Paulin (907)                                     |
| 17                                   | Spanien (9)                                                    | María Xiao (70), Galia Dvorak (78), Zhang Sofia-Xuan (125), Ainhoa Cristobal                                     |
| 17                                   | Türkei (17)                                                    | Sibel Altınkaya (185), Ece Haraç (329), Gülpembe Özkaya (625), Simay Kulakceken                                  |
| in Klammern die Platzierung von 2019 | in Klammern die Platzierung von 2019                           | mit Einsatz / ohne Einsatz                                                                                       |

### Gruppenphase

#### Gruppe A
|             | Ergebnis |          |
| ----------- | -------- | -------- |
| Spanien     | 1:3      | Slowakei |
| Deutschland | 3:0      | Slowakei |
| Deutschland | 3:1      | Spanien  |

| Rang | Land        | Spiele | Sätze | Punkte |
| ---- | ----------- | ------ | ----- | ------ |
| 1    | Deutschland | 6:1    | 20:7  | 4      |
| 2    | Slowakei    | 3:4    | 10:13 | 3      |
| 3    | Spanien     | 2:6    | 10:20 | 2      |

|  | Viertelfinale |

#### Gruppe B
|          | Ergebnis |         |
| -------- | -------- | ------- |
| Italien  | 3:0      | Belgien |
| Rumänien | 3:0      | Belgien |
| Rumänien | 3:1      | Italien |

| Rang | Land     | Spiele | Sätze | Punkte |
| ---- | -------- | ------ | ----- | ------ |
| 1    | Rumänien | 6:1    | 20:7  | 4      |
| 2    | Italien  | 4:3    | 14:14 | 3      |
| 3    | Belgien  | 0:6    | 5:18  | 2      |

|  | Viertelfinale |

#### Gruppe C
|            | Ergebnis |         |
| ---------- | -------- | ------- |
| Belarus    | 3:0      | Serbien |
| Österreich | 3:0      | Serbien |
| Österreich | 3:0      | Belarus |

| Rang | Land       | Spiele | Sätze | Punkte |
| ---- | ---------- | ------ | ----- | ------ |
| 1    | Österreich | 6:0    | 18:5  | 4      |
| 2    | Belarus    | 3:3    | 11:15 | 3      |
| 3    | Serbien    | 0:6    | 9:18  | 2      |

|  | Viertelfinale |

#### Gruppe D
|            | Ergebnis |            |
| ---------- | -------- | ---------- |
| Tschechien | 3:1      | Slowenien  |
| Ukraine    | 3:0      | Slowenien  |
| Ukraine    | 3:1      | Tschechien |

| Rang | Land       | Spiele | Sätze | Punkte |
| ---- | ---------- | ------ | ----- | ------ |
| 1    | Ukraine    | 6:1    | 19:6  | 4      |
| 2    | Tschechien | 4:4    | 15:15 | 3      |
| 3    | Slowenien  | 1:6    | 6:19  | 2      |

|  | Viertelfinale |

#### Gruppe E
|          | Ergebnis |          |
| -------- | -------- | -------- |
| Portugal | 3:1      | Kroatien |
| Ungarn   | 3:2      | Kroatien |
| Ungarn   | 2:3      | Portugal |

| Rang | Land     | Spiele | Sätze | Punkte |
| ---- | -------- | ------ | ----- | ------ |
| 1    | Portugal | 6:3    | 20:16 | 4      |
| 2    | Ungarn   | 5:5    | 17:20 | 3      |
| 3    | Kroatien | 3:6    | 17:18 | 2      |

|  | Viertelfinale |

#### Gruppe F
|          | Ergebnis |          |
| -------- | -------- | -------- |
| Schweden | 3:0      | England  |
| Polen    | 3:1      | England  |
| Polen    | 3:1      | Schweden |

| Rang | Land     | Spiele | Sätze | Punkte |
| ---- | -------- | ------ | ----- | ------ |
| 1    | Polen    | 6:2    | 20:10 | 4      |
| 2    | Schweden | 4:3    | 15:15 | 3      |
| 3    | England  | 1:6    | 10:20 | 2      |

|  | Viertelfinale |

#### Gruppe G
|           | Ergebnis |              |
| --------- | -------- | ------------ |
| Luxemburg | 3:1      | Griechenland |
| Russland  | 3:0      | Griechenland |
| Russland  | 1:3      | Luxemburg    |

| Rang | Land         | Spiele | Sätze | Punkte |
| ---- | ------------ | ------ | ----- | ------ |
| 1    | Luxemburg    | 6:2    | 19:10 | 4      |
| 2    | Russland     | 4:3    | 15:10 | 3      |
| 3    | Griechenland | 1:6    | 5:19  | 2      |

|  | Viertelfinale |

#### Gruppe H
|             | Ergebnis |            |
| ----------- | -------- | ---------- |
| Frankreich  | 3:0      | Türkei     |
| Niederlande | 3:2      | Türkei     |
| Niederlande | 0:3      | Frankreich |

| Rang | Land        | Spiele | Sätze | Punkte |
| ---- | ----------- | ------ | ----- | ------ |
| 1    | Frankreich  | 6:0    | 18:5  | 4      |
| 2    | Niederlande | 3:5    | 11:19 | 3      |
| 3    | Türkei      | 2:6    | 14:19 | 2      |

|  | Viertelfinale |

### Hauptrunde
|  | Viertelfinale (1.10.) | Viertelfinale (1.10.) | Viertelfinale (1.10.) | Viertelfinale (1.10.) | Viertelfinale (1.10.) | Viertelfinale (1.10.) | Viertelfinale (1.10.) |          |             | Halbfinale (2.10.) | Halbfinale (2.10.) | Halbfinale (2.10.) | Halbfinale (2.10.) | Halbfinale (2.10.) | Halbfinale (2.10.) | Halbfinale (2.10.) |  |  | Finale (3.10.) | Finale (3.10.) | Finale (3.10.) | Finale (3.10.) | Finale (3.10.) | Finale (3.10.) | Finale (3.10.) |
|  |                       |                       |                       |                       |                       |                       |                       |          |             |                    |                    |                    |                    |                    |                    |                    |  |  |                |                |                |                |                |                |                |
|  | 1                     | Deutschland           | 3                     | 3                     | 3                     |                       |                       |          |             |                    |                    |                    |                    |                    |                    |                    |  |  |                |                |                |                |                |                |                |
|  | 6                     | Polen                 | 1                     | 1                     | 0                     |                       |                       |          |             |                    |                    |                    |                    |                    |                    |                    |  |  |                |                |                |                |                |                |                |
|  | 6                     | Polen                 | 1                     | 1                     | 0                     | 1                     | Deutschland           | 1        | 3           | 3                  | 3                  |                    |                    |                    |                    |                    |  |  |                |                |                |                |                |                |                |
|  |                       |                       |                       |                       |                       |                       |                       | 1        | 3           | 3                  | 3                  |                    |                    |                    |                    |                    |  |  |                |                |                |                |                |                |                |
|  |                       | 12                    | Portugal              | 3                     | 1                     | 0                     | 1                     |          |             |                    |                    |                    |                    |                    |                    |                    |  |  |                |                |                |                |                |                |                |
|  | 12                    | 12                    | Portugal              | 3                     | 1                     | 0                     | 1                     | Portugal | 3           | 3                  | 1                  | 3                  |                    |                    |                    |                    |  |  |                |                |                |                |                |                |                |
|  | 12                    |                       |                       |                       |                       |                       |                       |          | 3           | 3                  | 1                  | 3                  |                    |                    |                    |                    |  |  |                |                |                |                |                |                |                |
|  | 4                     | Ukraine               | 0                     | 0                     | 3                     | 0                     |                       |          |             |                    |                    |                    |                    |                    |                    |                    |  |  |                |                |                |                |                |                |                |
|  |                       |                       |                       |                       |                       |                       |                       | 1        | Deutschland | 3                  | 3                  | 2                  | 3                  |                    |                    |                    |  |  |                |                |                |                |                |                |                |
|  |                       | 2                     | Rumänien              | 2                     | 0                     | 3                     | 2                     |          |             |                    |                    |                    |                    |                    |                    |                    |  |  |                |                |                |                |                |                |                |
|  | 3                     | Österreich            | 1                     | 1                     | 0                     |                       |                       |          |             |                    |                    |                    |                    |                    |                    |                    |  |  |                |                |                |                |                |                |                |
|  | 10                    | Frankreich            | 3                     | 3                     | 3                     |                       |                       |          |             |                    |                    |                    |                    |                    |                    |                    |  |  |                |                |                |                |                |                |                |
|  | 10                    | Frankreich            | 3                     | 3                     | 3                     | 10                    | Frankreich            | 1        | 2           | 0                  |                    |                    |                    |                    |                    |                    |  |  |                |                |                |                |                |                |                |
|  |                       |                       |                       |                       |                       |                       |                       | 1        | 2           | 0                  |                    |                    |                    |                    |                    |                    |  |  |                |                |                |                |                |                |                |
|  |                       | 2                     | Rumänien              | 3                     | 3                     | 3                     |                       |          |             |                    |                    |                    |                    |                    |                    |                    |  |  |                |                |                |                |                |                |                |
|  | 11                    | 2                     | Rumänien              | 3                     | 3                     | 3                     | Luxemburg             | 0        | 1           | 0                  |                    |                    |                    |                    |                    |                    |  |  |                |                |                |                |                |                |                |
|  | 11                    |                       |                       |                       |                       |                       |                       |          | 1           | 0                  |                    |                    |                    |                    |                    |                    |  |  |                |                |                |                |                |                |                |
|  | 2                     | Rumänien              | 3                     | 3                     | 3                     |                       |                       |          |             |                    |                    |                    |                    |                    |                    |                    |  |  |                |                |                |                |                |                |                |